# کیوراریهیو، شیلی
کیوراریهیو، شیلی (به اسپانیایی: Curarrehue) یک سکونتگاه مسکونی در شیلی است که در استان کاتین واقع شده‌است.

## خصوصیات
کیوراریهیو ۱٬۱۷۰٫۷ کیلومترمربع مساحت و ۶٬۶۲۴ نفر جمعیت دارد و ۴۰۶ متر بالاتر از سطح دریا واقع شده‌است.